# Mathilde Marchesi
Mathilde de Castrone Marchesi, z domu Graumann (ur. 24 marca 1821 we Frankfurcie nad Menem, zm. 17 listopada 1913 w Londynie) – niemiecka śpiewaczka, mezzosopran.

## Życiorys
Studiowała u Otto Nicolaia w Wiedniu i Manuela Garcíi w Paryżu. Karierę jako śpiewaczka koncertowa rozpoczęła od występu we Frankfurcie nad Menem w 1844 roku. W 1852 roku poślubiła włoskiego barytona Salvatore de Castrone Marchesi. Na scenie operowej wystąpiła tylko raz, w 1853 roku w Bremie, w roli Rozyny w Cyruliku sewilskim Gioacchino Rossiniego. W latach 1854–1861 i 1868–1878 uczyła śpiewu w Konserwatorium Wiedeńskim. Od 1865 do 1868 roku była także wykładowczynią w konserwatorium w Kolonii. Od 1881 roku udzielała prywatnie lekcji w Paryżu. Do grona jej uczennic należały Nellie Melba, Emma Calvé, Emma Eames, Katharina Klafsky, Ema Pukšec i Sibyl Sanderson. Po śmierci męża zamieszkała w Londynie.
Opublikowała autobiografię Erinnerungen aus meinem Leben (Wiedeń 1877, 4. wyd. pt. Aus meinem Leben Wiedeń 1889, tłum. ang. Marchesi and Music Londyn 1897). Była też autorką podręcznika 10 Singing Lessons (Nowy Jork 1910).

## Odznaczenia
- Złoty Krzyż Zasługi Cywilnej z Koroną (Austro-Węgry)[4][5]
- Złoty Medal za Naukę i Sztukę (Austro-Węgry)[4][5]
- Złoty Medal za Naukę i Sztukę (Włochy)[4][5]
- Złoty Medal za Naukę i Sztukę (Prusy)[4][5]
- Złoty Medal za Naukę i Sztukę (Weimar)[4][5]
- Złoty Medal „Virtuti et Ingenio” na wstędze Orderu Alberta (Saksonia)[4][5]
- Oficer Orderu Palm Akademickich (1899, Francja)[6]
- Order Zasługi w dziedzinie nauki i sztuki (1906, Wielka Brytania)[7]